# 马塞尔·奥菲尔斯
马塞尔·奥菲尔斯（德語：Marcel Ophüls，德語：[ˈɔfʏls]，1927年11月1日—2025年5月24日），德裔法国电影导演。

## 生平
1927年11月1日生于法兰克福。他的父亲马克斯·奥菲尔斯是一名电影导演。1933年希特勒执政后，他随家人逃亡至法国巴黎。1938年加入法国国籍。1940年5月德国入侵法国后，他们被迫逃往自由区，1941年经由西班牙抵达美国。他曾就读于好莱坞高中和洛杉矶西方学院。1950年加入美国国籍。
1950年，第二次世界大战结束后，他随一家人回到法国巴黎居住，从事电视新闻片、纪录片导演职业。1962年，他与弗朗索瓦·特吕弗等五位导演联合执导了由五部短片汇集而成的集锦片《二十岁之恋》。
1969年，他完成了纪录片《悲伤与怜悯》的制作，该片揭露了克莱蒙费朗市与纳粹占领的合作。1971年在巴黎首映时，它受到了国内右翼和左翼势力的批判。1972年，该片获美国国家评论协会奖最佳外语片奖。法国政府对该片进行了长期审查，直到1981年才在法国电视台公开播出。
1989年3月，《终点酒店：克劳斯·芭比的生活和时代》获得奥斯卡最佳纪录片奖。1991年，获得美国麦克阿瑟奖。
2025年5月24日逝世。